# Quintette pour piano et cordes no 2 de Fauré
Pour les articles homonymes, voir Quintette pour piano et cordes.
Le Quintette pour piano et cordes no 2 en ut mineur opus 115 est le second quintette pour piano, deux violons, alto et violoncelle de Gabriel Fauré.

## Contexte et création
Gabriel Fauré compose les deuxième et troisième mouvements de septembre 1919 à l'été 1920 à Monte-Carlo et à Veyrier sur les bords du lac d'Annecy, tandis que le premier mouvement est composé vers février 1921 à Nice. Il est créé avec grand succès le 21 mai 1921 à la Société nationale de musique à Paris avec le quatuor Hekking et Robert Lortat au piano. Dédié à Paul Dukas, l'œuvre tient une place éminente dans la musique de chambre française. D'après le fils du compositeur, Philippe Fauré-Fremiet, « on s'attendait à une belle œuvre, mais pas à celle-là. On savait bien que Gabriel Fauré était très haut ; on ne croyait pas que, sans en avoir l'air, il fût parvenu à un tel sommet... Au dernier accord, tout le monde fut debout. On hurlait, les mains tendues vers la grande loge des jurys où Gabriel Fauré, qui n'avait d'ailleurs rien entendu, était caché. Il s'avança tout seul, hochant la tête jusqu'au premier rang... Il paraissait très frêle, amaigri et chancelant dans sa lourde pelisse. Il était très pâle ». Selon Jean-Michel Nectoux, l'œuvre « compte assurément parmi les plus grands quintettes jamais écrits ; il a le souffle et la splendeur de celui de Schumann ; c'est dire sa réussite exceptionnelle ».

## Structure
1. Allegro moderato (à 
)
2. Scherzo : Allegro vivo (à 
, en mi bémol majeur)
3. Andante moderato (à , en sol majeur)
4. Finale : Allegro molto (à 
, en ut mineur)

- Durée d'exécution : environ trente trois minutes.

## Analyse

### Allegro moderato
L'Allegro moderato est de forme sonate avec développement terminal avant la coda. Selon le musicologue Harry Halbreich, il s'agit du « plus bel Allegro fauréen ». Le thème principal est très mélodique, joué à l'alto, sur un accompagnement du piano en arpèges réguliers. Les cordes entrent successivement dans ce mouvement, qui évolue de la tonalité de do mineur à son relatif de mi bémol majeur. Le second thème est donné uniquement par les cordes, dans une nuance . Le piano apporte une détente bienvenue par un motif qui dérive du premier thème. Le développement commence avec le retour du premier thème dans la tonalité de sol majeur, dans un contrepoint recherché. La reprise, dans une nuance fortissimo, se fait sur une polyphonie de tous les éléments du mouvement. Le développement terminal les reprend successivement. La coda est en do majeur. Harry Halbreich écrit que « on constatera que les jalons de la forme sonate sont submergés de manière croissante par les flots du développement perpétuel, et, en ce sens, ce morceau d'un élan et d'une unité extraordinaires est certes le plus durchkomponiert que Fauré nous ait livré jusqu'ici ».

### Scherzo
La forme du scherzo est libre, capricieux et fantasque, voire fantastique, et défiant l'analyse. Un schéma peut être fait cependant, présentant une partie A, une partie B, une partie combinant A et B avant la reprise. Le développement comprend une partie B, puis une partie avec A et B conjointement. La coda comprend les parties A et B combinées. A est composé d'un motif rythmique avec des guirlandes de doubles croches ponctuées de pizzicatos. Le mélange entre tonalités et gamme par ton entraîne un jeu subtil et énigmatique. B est une longue mélodie qui n'a ni répétition ni symétrie, déployée d'abord au premier violon dans un crescendo. Selon Jean-Michel Nectoux, « la musique semble respirer à pleins poumons ». Le développement est alors dévolu à une alternance de ces deux thèmes A et B avec des variations serrées qui n'ont pas d'individualité propre. La coda affirme une « joie de vivre » du cœur et de l'esprit du compositeur âgé.

### Andante moderato
L'Andante est profond et inspiré, selon les dires du compositeur lui-même, par « l'universel malheurs, la douleur éternelle ». Le premier thème, grave et souffrant, monte espressivo tandis que les cordes sont tassées dans le medium, avant de retomber. Le piano répond ensuite de façon fervente et consolante, avec une esthétique de choral d'apparence simplicité. Les deux idées sont ensuite alternées dans une forme lied de grande envergure. La dernière apparition du choral se fait lors de la coda en sol majeur.

### Finale
Le Finale a la forme d'un rondo libre concluant dans une grande envergure de couplets et de refrain ce quintette. Un premier motif, exprimé marcato dans une rythmique à contretemps qui donne l'illusion du 
, est donné au piano. Le refrain est ensuite donné à l'alto dans une atmosphère sombre, mais vigoureuse. Le pont modulant est ensuite donné par le premier violon. Un nouveau thème est ensuite donné par le piano, dans la tonalité de sol bémol majeur et fait office de couplet. Le refrain revient ensuite avec un développement conséquent puis une rapide réexposition. Le second couplet, scherzando, est donné par le piano et s'oppose à la tête du thème du refrain. Le premier couplet, amplifié, revient ensuite dans la tonalité de fa majeur, précédant le premier motif rythmique, donné dans les graves du piano. Le second couplet revient ensuite en accélération, dominant la coda-strette dans une conclusion en do majeur.

## Au cinéma
Le quintette est utilisé au cinéma dans le film Un dimanche à la campagne de Bertrand Tavernier.